# النزهة (المخادر)

تعديل مصدري - تعديل

النزهة هي إحدى قرى عزلة جبل عقد بمديرية المخادر التابعة لمحافظة إب، بلغ تعداد سكانها 1162 نسمة حسب تعداد اليمن لعام 2004.